# Бондарі (Козелецький район)
Бондарі — колишнє село в Козелецькому районі Чернігівська область. Знаходилось у межиріччі Десни і Дніпра.
Рік заснування — 1649. Рік виселення — 1958.
Найімовірніше, що назва села Бондарі походить від прадавнього слова «бодня» — діжка.
Село (майже 600 сімей) було розселене у 1958 у зв'язку з розчисткою території під полігон військового навчального центру «Десна». Розпорошилися бондарівці здебільшого по Козелецькому і Носівському районах, а загалом у двадцяти населених пунктах Чернігівщини. Зокрема, переселенці побудувалися на трьох вулицях на околиці села Козари Носівського району Чернігівської області. Цей район у Козарах і зараз називається — Бондарі.

## Видатні люди
- В рік виселення (1958) в селі народився Крупко Петро Миколайович, Міністр Кабінету Міністрів України (18 грудня 2007 - 11 березня 2010).